# Thuiaria articulata
Thuiaria articulata är en nässeldjursart som först beskrevs av Peter Simon Pallas 1766.  Thuiaria articulata ingår i släktet Thuiaria och familjen Sertulariidae. Arten är reproducerande i Sverige. Inga underarter finns listade i Catalogue of Life.